# Mezzosopran
Mezzosopran (italijansko: mezzo = srednji + sopran) je srednji ženski ali otroški glas, ki ga po tonskem obsegu (najpogosteje od a do f2) uvrščamo med sopran in alt.
Mezzosopran je temnejše barve kot sopran, vendar bolj izrazen in okreten kot alt. Kastrata, ki je pel v obsegu mezzosoprana, so imenovali mezzosopranski kastrat. Mezzosopran je med ženskimi glasovi analogen baritonu med moškimi, delimo pa ga lahko (podobno kot tudi druge pevske glasove) na lirični in dramski mezzosopran.
Glavne ženske operne vloge so praviloma namenjena sopranskemu glasu, mezzosopran poje stransko vlogo (z nekaj izjemami: Georges Bizet glavna vloga Carmen v istoimenski operi), Gioacchino Rossini: Rosina v operi Seviljski brivec, itd.) Stranske ženske vloge pogosto predstavljajo čarovnice, starejše ženske, itd. Pogosto pa sopransko vlogo (ki ne obsega previsokih tonov) pojejo tudi mezzosopranistke, s tem pa ustvarijo večjo polnost zvoka in dramatično napetost glasbe.
Ena najslavnejših mezzosopranistk našega časa je pevka slovenskega rodu, Marjana Lipovšek.

## Slovite mezzospranske operne vloge
- Carmen (Carmen)
- Rosina (Seviljski brivec)
- Adalgisa (Norma)
- Azucena (Trubadur)
- Ulrica (Ples v maskah)
- Perziosilla (Moč usode)
- Laura (La Gioconda)
- Venus (Tannhauser)
- Brangane (Tristan in Izolda)
- Suzuki (Madame Butterfly)
- Santuzza (Cavalleria Rusticana)
- Lola (Cavalleria Rusticana)
- Cherubino (Figarova svatba)
- Marcellina (Figarova svatba)
- Dorabella (Cosi Fan Tutte)
- Oktavijan (Kavalir z rožo)
- Amneris (Aida)
- Princesa Eboli (Don Carlos)
- Dalila (Samson in Dalila)
- Skladatelj (Ariadna na Naksosu)
- Orfej (Orfej in Evridika)
- Sonjetka (Macbeth)
- Pauline (Pikova dama)

## Slavne mezzosopranistke
- Janet Baker
- Agnes Baltsa
- Fedora Barbieri
- Cecilia Bartoli
- Teresa Berganza
- Olga Borodina
- Grace Bumbry
- Annette Daniels
- Barbara Dever
- Brigitte Fassbaender
- Maria Gay
- Denyce Graves
- Monica Groop
- Marilyn Horne
- Magdalena Kožená
- Marjana Lipovšek
- Christa Ludwig
- Carla Maffioletti
- Anne-Sofie von Otter
- Regina Resnik
- Giulietta Simionato
- Frederica von Stade
- Salli Terri
- Tatiana Troyanos
- Shirley Verrett
- Carolyn Watkinson